# La Roche-en-Brenil
La Roche-en-Brenil este o comună în departamentul Côte-d'Or, Franța. În 2009 avea o populație de 908 de locuitori.

## Geografie
La Roche-en-Brenil este situat în Morvan. Are mai multe căsuțe: (de la nord la sud) Vernon, Clermont, Chamont, Bierre-in-Morvan, Pothenee, Champagné, Vernois, Crossaint, Montmilien și Boulois.

## Locuri și monumente
Castelul La Roche, construit în secolul al XII-lea, a fost de mult o cetate; urma un turn defensiv mult mai vechi din nord-est sub parc. Compusă dintr-o casă principală și patru turnuri interconectate prin pereți groși și înalți, a fost protejată de șanț. Ea a fost introdusă de o punte la intrarea de nord a curții, lângă temniță.
În secolul al XVI-lea, necesitățile de apărare care au dispărut, castelul devine o reședință de aprobare. Turnul de nord și o parte a zidurilor sunt apoi tăiate, deschizându-se spre vederea Auxoisului. Ferestrele sunt străpunsă de ferestre mari, iar fațada principală este atașată de o sacelă (un sanctuar mic), iar clădirile noi, mai puțin solemne, sunt construite în vest, odihnindu-se pe pereți. Podul de dormit din spatele castelului datează din acest moment.
În 1841, Charles de Montalembert a salvat castelul din La Roche de la demolare, cumpărând-o de la comercianți care intenționau să-l distrugă pentru a face o carieră de pietre. El restaureaza castelul si creeaza parcul, a spus "engleza". Castelul aparține chiar și astăzi unui descendent al lui. Calea parcului este deschisă spre promenadă.
Poron-Meurger sau Rock-ul Diavolului. Este o grămadă de pietre enorme de granit cu o lungime de aproximativ 50 m, într-o pădure din apropierea satului; legenda atribuie originea diavolului, ale cărui amprente ar fi vizibile în stâncă.

## Personalități legate de municipalitate
Charles, Forbes, Contele de Montalembert (1810-1870), director de școală și Peer of France.
Născut în urma revoluției franceze într-o societate în schimbare, motto-ul său nu este "nici speranță, nici frică". Pentru el și pentru secolul său, el nu dorește "speranță" care proiectează pe viitor formele trecutului și nici "frica" care le interzice să plece. Charles de Montalembert a luptat toată viața pentru apărarea libertăților civile, politice și religioase și pentru dreptul popoarelor la autodeterminare. Venind dintr-o familie militară, el alege pentru lupta sa armele de vorbire, mai degrabă decât cele de război. Cu prietenii săi Lacordaire și Coux, la vârsta de 20 de ani, a fondat Școala Liberă. Apărător fervent al sistemului parlamentar, el este primul care se află în Curtea de la Peer, apoi în Adunarea Națională, fiind ales din departamentul Doubs.
Membru al Academiei Franceze, a lăsat o lucrare importantă a făcut multe discursuri politice, o viață de Sf. Elisabeta a Ungariei scrise în 23 de ani, o istorie „călugărilor din Vest“, și corespondență abundente cu figuri de frunte de timpul lui, cum ar fi Balzac, Michelet, Victor Hugo, Lamartine ...
Yves Afonso Actor francez născut în 1944 în Saulieu, și-a petrecut copilăria acolo.

## Evoluția populației
Evoluția numărului de locuitori este cunoscută prin recensămintele populației desfășurate în comuna din 1793. Din 2006, populațiile legale ale comunelor sunt publicate anual de INSEE. Recensământul se bazează acum pe o colecție anuală de informații, care acoperă succesiv toate teritoriile municipale pe o perioadă de cinci ani. Pentru municipalitățile cu mai puțin de 10.000 de locuitori, se efectuează un sondaj de recensământ al întregii populații la fiecare cinci ani, populațiile legale ale anilor intermediari fiind estimate prin interpolare sau extrapolare. Pentru municipalitate, primul recensământ cuprinzător în cadrul noului sistem a fost realizat în 2005.
În 2015, municipalitatea avea 890 de locuitori, o scădere de 0,89% față de 2010 (Côte-d'Or: + 1,68%, Franța, cu excepția Mayotte: + 2,44%).
| An        | 1975  | 1982  | 1990 | 1999 | 2006 | 2009 |
| --------- | ----- | ----- | ---- | ---- | ---- | ---- |
| Populație | 1,082 | 1,066 | 890  | 891  | 924  | 908  |